# Giuseppe Stefanini (basket-ball)
Pour les articles homonymes, voir Giuseppe Stefanini.
Giuseppe Stefanini, né le 5 mai 1923, à Camposampiero, en Italie et mort en 2013, à Milan, en Italie, est un ancien joueur italien de basket-ball.

## Palmarès
- Finaliste du championnat d'Europe 1946
- Champion d'Italie 1942, 1943